# Jeremy Bernstein
Jeremy Bernstein (Rochester, 31 dicembre 1929 – New York, 20 aprile 2025) è stato un fisico statunitense.

## Biografia
Jeremy Bernstein nacque dal rabbino Philip S. Bernstein e da Sophie Rubin Bernstein.
Studiò all'Università di Harvard, dove si laureò nel 1951, conseguendo successivamente il master nel 1953 e il dottorato di ricerca nel 1955 con una tesi sulle proprietà elettromagnetiche del deuterio.
Quale fisico teorico lavorò attivamente nel campo delle particelle elementari e della cosmologia e nel 1962, a New York, divenne membro di facoltà presso la New York University. Dal 1967 fu professore di fisica allo Stevens Institute of Technology.
Fu anche coinvolto attivamente nel Progetto Orion, indagando le potenzialità della propulsione nucleare per un possibile utilizzo nei viaggi spaziali.
Bernstein è ampiamente conosciuto anche per la sua opera di divulgatore scientifico. Dal 1961 al 1965 scrisse per il The New Yorker, curando personalmente molte decine di articoli, tra i quali uno scritto sul regista Stanley Kubrick. Collaborò e scrisse regolarmente anche per alcune importanti pubblicazioni scientifiche, tra le quali The Atlantic Monthly e Scientific American.
Nel libro The Life It Brings del 1986 raccolse interessanti memorie autobiografiche.
Scrisse profili biografici del compositore e direttore d'orchestra statunitense Leonard Bernstein e di illustri fisici, tra cui Robert Oppenheimer, Hans Bethe e Albert Einstein.  
Alcuni suoi libri di successo sono Hitler's Uranium Club: The Secret Recordings at Farm Hall (Uranium Club di Hitler: Le registrazioni segrete a Farm Hall )"(2000)", Physicists on Wall Street and Other Essays on Science and Society (I fisici di Wall Street e altri saggi sulla Scienza e società)" (2010), Nuclear Weapons: What You Need to Know (Armi nucleari: Che cosa c'è da sapere)" (2010).